# Суми Отоси
Суми́ Отоси́ (яп. 隅落 суми отоси, букв. «сбрасывание во внутренний угол», выведение из равновесия толчком назад) — приём в дзюдо, входящий в раздел бросков, группу бросков из стойки, класс бросков для проведения которых в основном используются руки. 
Бросок за седьмым номером входит в пятую группу дай гокю списка приёмов дзюдо  син-го кю 1920 года разработанного Дзигоро Кано. В настоящее время входит в список 67 приёмов Кодокан-дзюдо. Представляет собой выведение из равновесия толчком или скручиванием руками.